# Tethina pallidiseta
Tethina pallidiseta är en tvåvingeart som beskrevs av Malloch 1935. Tethina pallidiseta ingår i släktet Tethina och familjen Canacidae. Inga underarter finns listade i Catalogue of Life.